# جو أغيري
جو أغيري (بالإنجليزية: Joe Aguirre)‏ هو لاعب كرة قدم أمريكية أمريكي، ولد في 17 أكتوبر 1918 في روك سبرينغز في الولايات المتحدة، وتوفي في 13 يوليو 1985 في غراس فالي في الولايات المتحدة.

## وصلات خارجية
- جو أغيري على موقع مرجع كرة القدم المحترفة.كوم (الإنجليزية)